# Иван Попов (учен)
Вижте пояснителната страница за други личности с името Иван Попов.
Иван Николов Попов е виден български политик, стопански деец и учен – професор и ректор на Висшия машинно-електротехнически институт в София, член-кореспондент на БАН, народен деятел на науката. Брат е на радиста Емил Попов.

## Образование
Завършва:
- специалност „Математика“, Софийски университет „Климент Охридски“ (1930),
- специалност „Електротехника“, Висше национално училище по електротехника и хидрология, Тулуза, Франция (1933).
- докторска дисертация във Висшето техническо училище в гр. Илменау, Германия, и получава научната степен „Доктор на техническите науки“.

## Политическа дейност
През 1921 г. става член на Комсомола, а от 1950 г. и на БКП. През 1925 г. е осъден на затвор за дейността си..

## Професионална дейност
Основоположник и организатор на крупната електротехническа промишленост в България. По-важни дати:
- 1933: инженер в заводи, Париж – с изобретения и патенти
- 1934: основател на предприятие за битови електроуреди научна апаратура, София
- 1941: инженер-изследовател, завод „Агро лукс“, Будапеща
- 1945: конструктор и директор, заводи „Ганц“, Будапеща
- 1949: директор, (нов) Силнотоков завод, София
- 1951: главен директор, Обединение „Елпром“, София
- 1950 – 1953: главен директор на Силнотоковия завод в София.
- от 1958 до 1962 г. работи в Германия като директор на техническа лабратория, а след това като директор на Института за високи напрежения

## Преподавателска и научна дейност
Заедно със съименника си от Държавната политехника и МЕИ проф. Иван Николов Попов (но роден през 1900 в Пловдив, починал през 1958) създава висшето образование в България по електрически машини. По-важни дати:
- Софийски университет „Климент Охридски“: асистент (1930).
- Държавна политехника: хоноруван доцент и ръководител на катедра „Конструкции на електрически машини“ (1949).
- Машинно-електротехнически институт: редовен доцент и ръководител на катедра „Проектиране на електрически машини“ (1953); професор (1957) в катедра „Електрически машини и апарати“, Електротехнически факултет (ЕФ).

Основни области на научна и преподавателска дейност: конструкции и проектиране на електрически машини, електротермия, електрозаваряване, електротехнически материали, силови трансформатори, електронно-изчислителни машини. Основоположник на трансформаторостроенето като изследователско и проектантско научно направление в България.
Автор на над 50 публикации (сред които и научни трудове, публикувани в чужбина); учебници, изобретения.
Избран за:
- член-кореспондент на БАН (1961),
- почетен член на Съюза на германските инженери (1962),
- почетен член на Академията за наука и изкуства, Тулуза (1963).

## Управленска дейност
Според много хора, като председател на ДКНТП от 1962 до 1971 г. Иван Попов може да бъде наречен „баща на българската електроника“.
Създава:
- първите научноизследователски и проектно-конструкторски институти в основните отрасли;
- стройна и мощна система система за информационно обслужване начело с Централния институт за научно-техническа информация с нейната Централна научно-техническа библиотека;
- условия за мощно развитие на изчислителната техника и автоматизацията във всички области чрез мрежа от изчислителни центрове и модернизация на съобщителната система.

Иван Попов е и сред инициаторите и активни поддръжници на създаването на звеното за промишлен шпионаж в Първо главно управление на Държавна сигурност.
Във висшето образование и науката:
- 1958 – 1962: директор на Научноизследователския институт за електротехнически изпитвания с голяма мощност, Берлин;
- 1962, 1 юли – 1962, 1 септември: ректор на МЕИ, София;
- 1977 – 1989: председател на Централния съвет на Научно-техническите съюзи в България.

В държавната администрация:
- 1962 – 1971: председател на Държавния комитет за наука и технически прогрес;
- 1965 - 1971: председател на Комитета по мирното използване на атомната енергия;[5]
- 1966 – 1976: член на Политбюро на ЦК на БКП;
- 1971 – 1973: министър на машиностроенето;
- 1971 – 1974: заместник министър-председател в 72-рото правителство на България;
- 1974 – 1976: заместник-председател на Държавния съвет.

## Посещение в САЩ
В началото на 70-те години България започва да подсилва търговските си взаимоотношения със западни страни, в това число САЩ. Въпреки, че изпитва затруднения в селското стопанство и строителството, през 1973 година НРБ отбелязва 8,7% ръст на националния доход. Характерните за плановите икономики проблеми обаче остават – недостиг на работна ръка, особено в земеделието, амортизация на оборудването и проблеми в управлението на предприятията. Същевременно се наблюдава и известно политическо разведряване в отношенията между двете страни – НРБ започва да издава изходни визи на близки на политемигранти в САЩ, спира да заглушава радио Гласът на Америка, и се подобрява отношението към американските дипломати.
На този фон Иван Попов заминава на държавно посещение в САЩ през 1974 г., където цели да договори американско участие в редица сектори посредством съвместни българо-американски предприятия. От особен интерес са металургията, добива, корабостроенето, електрониката, селското стопанство и проучванията за петролни находища в Черно море. За успеха на подобни начинания са необходими и капитали, които Попов се опитва да осигури чрез разширяване на търговията и осигуряване на възможност за американски кредити, по подобие на заемите, които НРБ вече получава от Западна Германия (ФРГ). Чрез посещението Иван Попов цели и да води дискусии за евентуално търговско споразумение между НРБ и САЩ, с крайна цел постигане на статут на най-облагодетелствана нация.
Попов е най-високопоставеният български политик, посетил САЩ от 1960 г. до онзи момент. В разсекретени документи на Централното разузнавателно управление Попов е описан като „добре подготвен за дискусии, знае точно какво иска да постигне, и излага позицията си по разумен и прям начин“, справяйки се с делови въпроси „бързо и ефективно“. Попов също е описан като „впечатляващо интелигентен“ и силно желаещ да наложи западни методи в българската промишленост, за да може тя да е конкурентноспособна на световния пазар.

## Награди
Награден е с три ордена Георги Димитров, орден „Кирил и Методий“ I степен (1963), удостоен е със званията „Герой на социалистическия труд“, „Народен деятел на науката“, „Народен деятел на техниката“ (1972).